# Грішин Євген Романович
Грішин Євген Романович (рос. Гришин Евгений Романович; нар. 23 березня 1931, Тула, РСФСР — пом. 9 липня 2005, Москва) — радянський ковзаняр, чотириразовий олімпійський чемпіон, чемпіон Європи, багаторазовий рекордсмен світу, тренер ковзанярів.

## Спортивна кар'єра
У ковзанярський спорт Євген Грішин потрапив дещо випадково, коли задля масовості був включений до складу тульського відділення товариства «Трудові резерви». Але вже за рік взимку 1946 року на чемпіонаті Росії Євген встановив новий радянський юнацький рекорд у спринті і після цього вирішив зосередитись на бігу на ковзанах. Визначальна для його кар'єри подія сталася у грудні 1946 року, коли у Тулі він побачив виступ члена збірної СРСР Юрія Сергєєва. З того часу він взяв собі за взірець спринтерський біг Сергєєва.
У літній період за порадою тренера Грішин займався велоспортом, у якому теж відразу почав показувати хороші результати. З 1949 року він виступав на дорослих чемпіонатах і з ковзанярського, і з велосипедного спорту. Влітку 1952 року Євген навіть був заявлений для участі у велотрекових гонках на Олімпійських іграх 1952, але залишився запасним і на старт не виходив.
Оскільки Грішин погано біг на довгих дистанціях, він ніколи не вигравав чемпіонатів світу з ковзанярського спорту або СРСР у багатоборстві. На чемпіонаті світу 1954 він завоював бронзову нагороду, після того як на дистанції 500 м був першим, на дистанції 1500 м — другим, на дистанції 5000 м — восьмим, а на дистанції 10000 м — дев'ятим. На чемпіонаті Європи 1954 виявився одинадцятим, після того як на дистанції 500 м був першим, на дистанції 1500 м — третім, на дистанції 5000 м — дев'ятнадцятим, а на дистанції 10000 м — дванадцятим. На чемпіонаті Європи 1955 Грішин був першим на дистанціях 500 м та 1500 м.
На Олімпійських іграх 1956 в першому забігу на 500 м Євген Грішин був фаворитом, оскільки на чемпіонатах світу та Європи 1954 і 1955 років вже вигравав забіги на цій дистанції, а за шість днів до старту Олімпіади на передолімпійських змаганнях на озері Місуріна встановив світовий рекорд — 40,2 с. Євген стартував в першій парі і фінішував з результатом 40,2 с, повторивши світовий рекорд. Ніхто з суперників не зміг наблизитися до його результату, і Грішин отримав першу золоту олімпійську медаль. А через два дні на дистанції 1500 м Грішин фінішував з новим світовим і олімпійським рекордом часу — 2:08,6. Але в забігу наступної пари його партнер по команді Юрій Михайлов повторив рекордний час, і ковзанярі розділили між собою першу сходинку.
На чемпіонаті світу 1956 Євген Грішин завоював другу бронзову медаль у багатоборстві, а на чемпіонаті Європи 1956 став переможцем.
На Олімпійських іграх 1960 на дистанції 500 м домінування Грішина над іншими учасниками змагання було настільки великим, що навіть збій на фінішній прямій не завадив йому показати кращий час і стати переможцем. На дистанції 1500 м норвежець Роальд Ос, який біг в дев'ятій парі, фінішував дуже потужно і показав час 2:10,4, що став кращим. В тринадцятій парі стартував Євген Грішин, який встановив самий швидкий темп цього дня, але фінішував гірше за Оса і в результаті закінчив забіг з таким же часом, що і Роальд, поділивши з ним на цій дистанції, так же як на Олімпіаді 1956 з Юрієм Михайловим, перше місце.
На Олімпійських іграх 1964 Євген Грішин завоював свою останню олімпійську нагороду, зайнявши друге місце на дистанції 500 м. 1963 року він двічі оновлював світовий рекорд на цій дистанції, першим вибігши з 40 секунд, але у Інсбруку, стартувавши у другій парі, показав результат 40,6 с, який змогли повторити Володимир Орлов (СРСР) і норвежець Алв Г'єстванг, а в забігу сімнадцятої пари американець Террі МакДермотт показав час 40,1 сек, встановивши олімпійський рекорд і завоювавши золоту медаль. На дистанції 1500 м Грішин був лише одинадцятим.
Впродовж 1954—1963 років Євген Грішин вигравав на дистанції 500 м шість золотих і одну срібну медалі на чемпіонатах світу та перемагав на цій дистанції на всіх чемпіонатах Європи, у яких брав участь (1954—1957, 1961—1962). Він залишався кращим радянським спринтером, завоювавши золоті медалі на 500-метрівці на чемпіонатах СРСР 1964, 1965 та 1967 року. Але на Олімпійських іграх 1968 Євген Грішин залишився без медалі, зайнявши на дистанції 500 м четверте місце.
Після завершення виступів Євген Грішин працював тренером спринтерів збірної СРСР. Також видав кілька автобіографічних книжок.

### Світові рекорди
| забіг  | дата          | час    | місце    |
| ------ | ------------- | ------ | -------- |
| 1500 м | 12 січня 1955 | 2:09,8 | Медео    |
| 1000 м | 12 січня 1955 | 1:22,8 | Медео    |
| 500 м  | 22 січня 1956 | 40,2   | Місуріна |
| 500 м  | 28 січня 1956 | 40,2   | Місуріна |
| 1500 м | 30 січня 1956 | 2:08,6 | Місуріна |
| 500 м  | 27 січня 1963 | 39,6   | Медео    |
| 500 м  | 28 січня 1963 | 39,5   | Медео    |